# Пасегово (Кирово-Чепецкий район)
Пасе́гово — село в Кирово-Чепецком районе Кировской области, административный центр Пасеговского сельского поселения.

## География
Расстояние до центра района (город Кирово-Чепецк) — 55 км, до (областного центра) — 15 км. С Кирово-Чепецком село связано пригородным автобусным маршрутом № 129 (движение временно прекращено), с Кировом — пригородным маршрутом № 115.
Расположено на низменности, изначально на левом берегу речки Чахловица, на которой устроен большой пруд.
В окрестностях находятся 2 возвышенности: Головизнинская Гора и Фёдоровская Гора (Пасеговские пуги).

## Название
Название починок Пасеговский, вероятно, является искажённой формой от «Пасековский» — от слова «пасека», поскольку село первоначально было основано на расчищенной от леса поляне, называемой «пасека». В словаре Даля первое значение слова «пасека» — лесосек, лесоруб, место, где лес рубится зимой на продажу.

## История

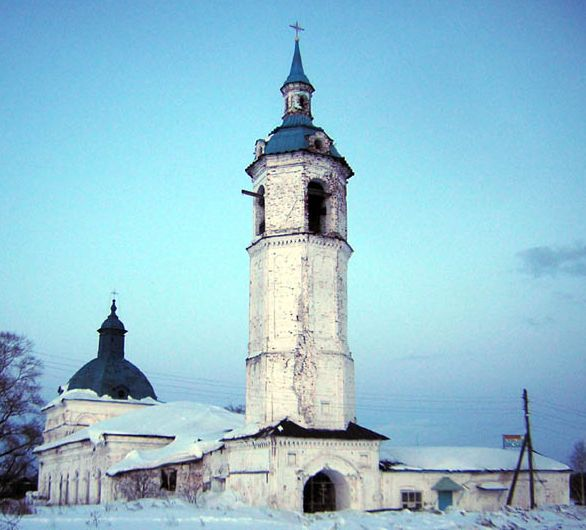
Знаменская церковь с. Пасегово

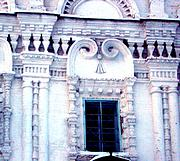
Декор Знаменской церкви

Староста Спенцынского и Берёзовского стана Софоний Еремеев с прихожанами посадской церкви г. Хлынова обратились к патриарху Филарету с просьбой разрешить им построить новый храм. Грамота от 16 декабря 1626 года на построение храма «на месте, называвшемся Микифоро[во]м починке Пупырёва, что ныне село Пасеговское» была дана.
Согласно переписи купца Караулова за 1654 год, упоминается присёлок Хлыновских городских приходов с деревянной церковью. Каменная Знаменско-Богородицкая церковь была построена в 1726—1730 годах. Это одно из первых культовых сооружений, построенных в архитектурном стиле, который называется «вятским барокко». Её уникальность в богатом каменном декоре, поэтому храм называют «энциклопедией декоративных форм». В советское время церковь была закрыта, с 1990-х годов является действующей, но требует ремонта.
Приход состоял из 68 селений, в селе была женская церковно-приходская школа. Жители занимались земледелием и ремёслами: выделкой валяных сапог, изготовлением мебели, сундуков, гармоник. Пасеговская волость считалась центром токарного производства деревянной посуды, игрушек, трубок. По данным 1882 года, 350 человек занимались этим кустарным промыслом, 60 кузнецов производили замки. В  селе находилась земская станция, на которой держали сменных лошадей.
По данным переписи 1926 года, село — центр Пасеговского сельсовета, его население 89 человек (40 хозяйств). В годы Великой Отечественной войны в селе находились партийные и советские организации Кировского района. В 1971 году в селе открыт памятник воинам-землякам, погибшим в борьбе с фашизмом.
В конце 1970-х годов в селе был построен Пасеговский авторемонтный завод, который за последние годы значительно увеличил ассортимент услуг и товаров. В селе открыто предприятие «Пасеговский хлеб», в 1970—1980 годах в Пасегово находился центр совхоза «Пасеговский» (ныне крестьянско-фермерское предприятие «Пасеговское»).

## Население
| 2010 |
| ---- |
| 2807 |

## Инфраструктура
В селе имеются средняя школа, детский сад, сельский Дом культуры, библиотека, продуктовые и промтоварные магазины.

## Застройка
Улицы села: ул. Дружбы, Заводская, Заречная, Луговая, Мира, Молодёжная, Набережная, Новая, Октябрьская, Павла Садакова, Подгорная, Полевая, Профсоюзная, Свободы, Совхозная, Солнечная, Спортивная, Труда, Школьная, Энтузиастов, Юбилейная.